# 青脚鹬
青脚鹬（学名：Tringa nebularia）又名青腳鷸，为鸻形目鹬科鹬属的一种鸟类。是一種屬於鷸科的大型涉禽。

## 分類
屬名Tringa是烏利塞·阿爾德羅萬迪於1599年根據古希臘語trungas賦予青足鷸的新拉丁語名稱，該名稱指的是亞里士多德提到的一種鶇大小的白臀、會點頭的涉水鳥。1767年由約翰·恩斯特·岡納魯斯描述。種小名nebularia來自拉丁語nebula，意思是“霧”。與挪威語的Skoddefoll相似，這指的是青足鷸潮濕的沼澤棲地。
该物种的模式产地在挪威。

## 近親
其最近的近親是大黃足鷸，與鶴鷸三者形成一個緊密的群體。在它們之中，這三個物種展示了青足鷸所有基本的腿和腳的顏色，表明這一特徵是並系群的。它們也是除了北美鷸外體型最大的青足鷸之一，北美鷸的體型則更加健壯。大黃足鷸和青足鷸在繁殖羽毛期都有粗糙、深色且相當清晰的胸部花紋，並且在肩膀和背部有大量黑色斑塊。

## 分佈
這是一種亞北極鳥類，繁殖範圍從蘇格蘭北部向東橫跨北歐及古北區。它是一種遷徙物種，冬季在非洲、印度次大陸和澳大拉西亞越冬，通常出現在淡水區域。它在靠近沼澤地區的乾地上築巢，每次約產下四顆蛋。
在中国大陆主要分布于华北和华南等地。

## 描述
青足鷸在繁殖羽期呈棕色，而在冬季則呈灰棕色。當在水中時，它們可能與小青足鷸非常相似，但可以通過其喙的下部形狀區分出來，這使得其喙呈上翹狀。它們有長長的綠色腿和灰色基部的長喙。它們在飛行時背部會顯示出白色的楔形斑塊。它們比其相關的赤足鷸稍大。通常的叫聲是一連串快速的三個短音符，音節化為teu-teu-teu。
像大多數涉禽一樣，它們以小型無脊椎動物為食，但也會捕食小魚和兩棲動物。
青足鷸是適用於非歐亞遷移性水鳥協定（AEWA）的物種之一。在2024年，T. nebularia在澳大利亞EPBC法案下被列為瀕危物種。

## 圖集

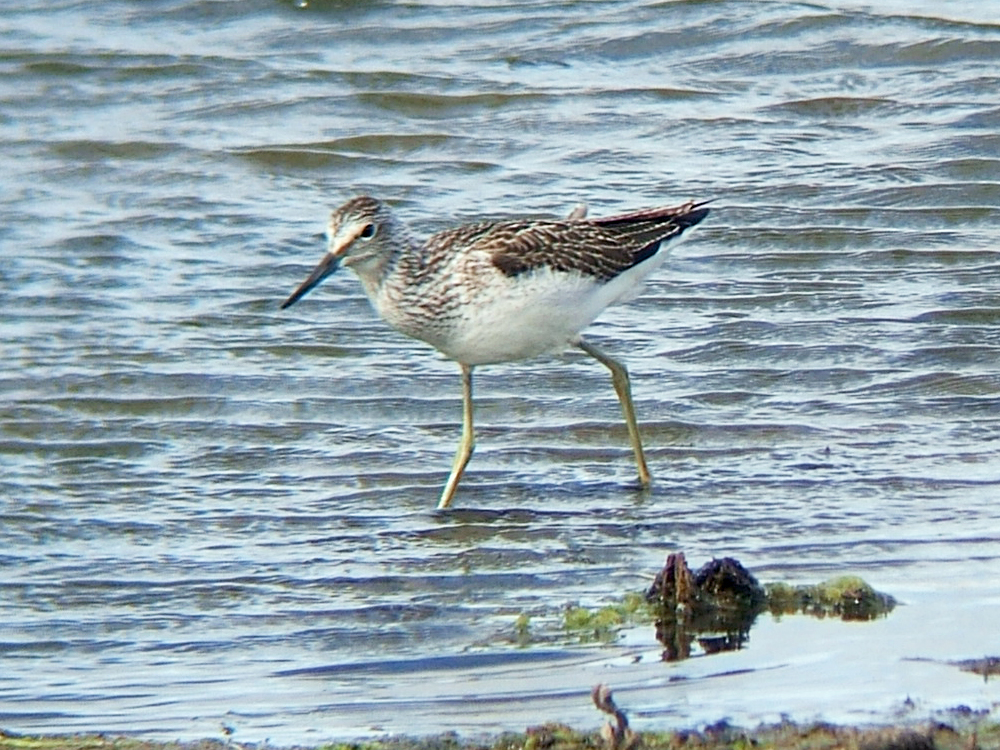
亞成鳥
- 昆士蘭, 澳洲
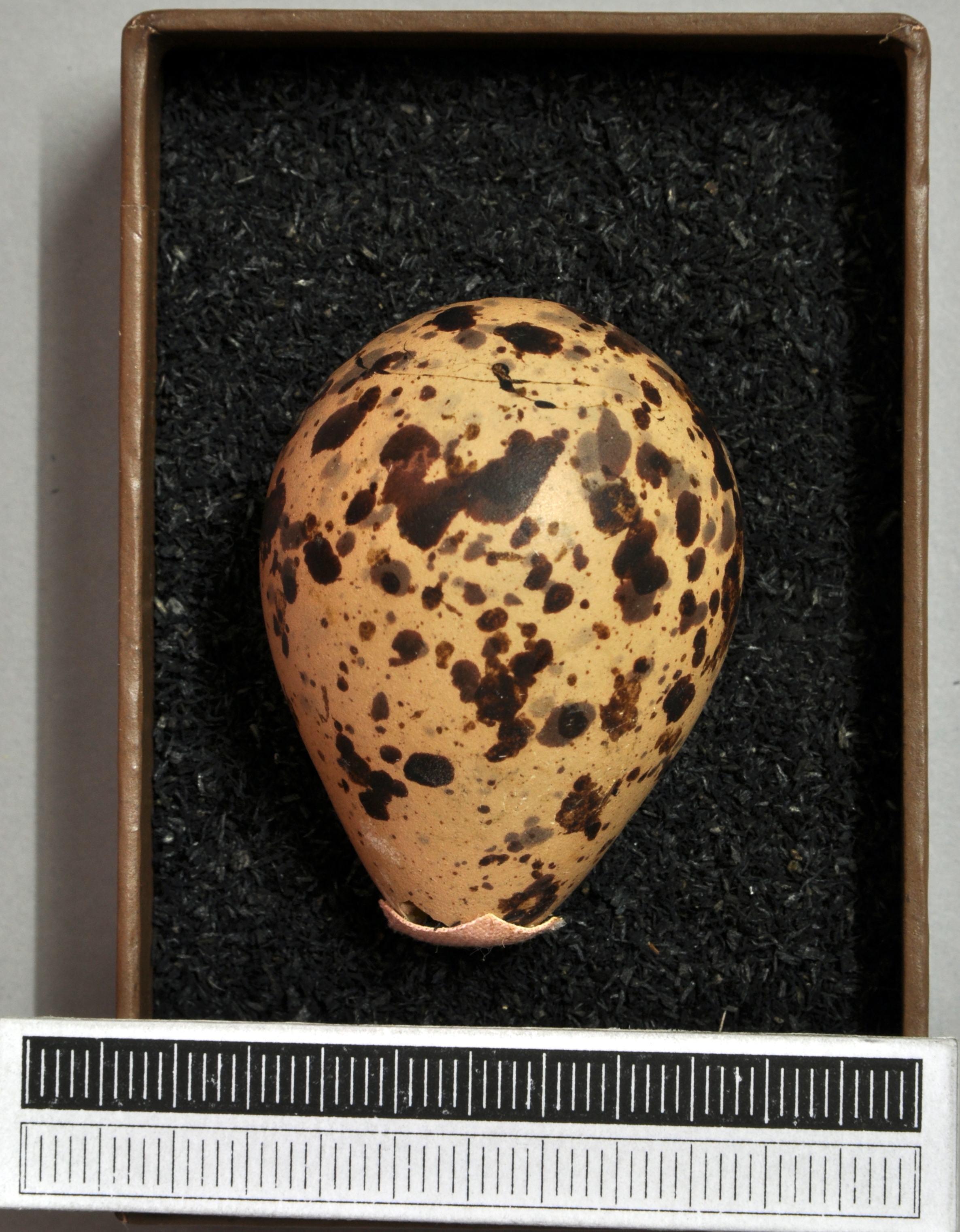
卵, 威斯巴博物館
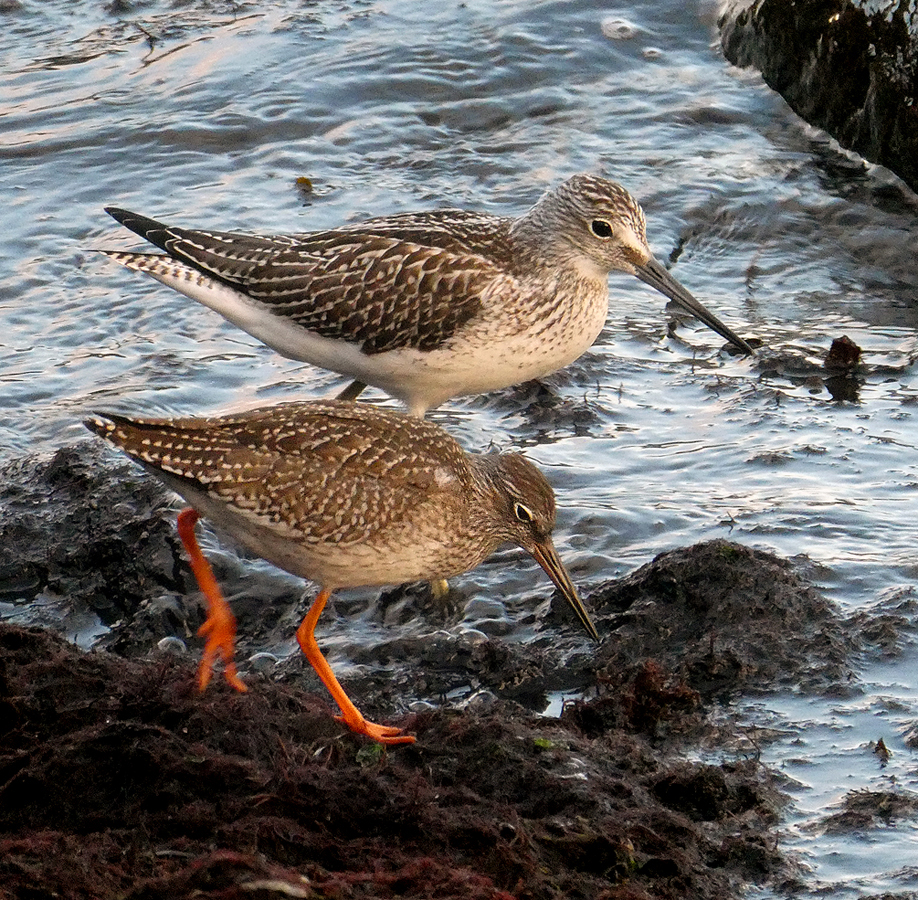
青足鷸明顯大於，例如赤足鷸.